# 凯瓦
凯瓦是巴西圣保罗州的一个市镇。总面积535.522平方公里，总人口4821人，人口密度9人/平方公里。